# Грімм Давид Іванович
Давид Іванович Грімм (рос. Дави́д Ива́нович Гримм, нім. David Grimm, 22 березня (3 квітня) 1823 — 9 (21) листопада 1898) — російський архітектор, один з творців «російського стилю», академік архітектури. Голова Петербурзького товариства архітекторів (1888—1890).
Дослідник середньовічного зодчества Кавказу. Автор проєктів культових будівель в Херсонесі (Севастополь), Тифлісі, Копенгагені, Женеві, Ніцці, Вифлеємі (церква в ім'я св. Марії), різних споруд в Санкт-Петербурзі і його околицях, а також у Лівадії, Житомирі, Воронежі, Рязанській губернії.

## Біографія
Народився у Санкт-Петербурзі в 1823 році, вчився в Німецькій школі святого Петра (1834—1840) і в Академії Мистецтв (1842—1846). За успіхи в малюванні й архітектурі був нагороджений трьома срібними медалями в 1843 і в 1845 роках. При випуску отримав малу золоту медаль за «Проєкт жіночого монастиря» і велику золоту медаль за «Проєкт будівлі для ярмарку».

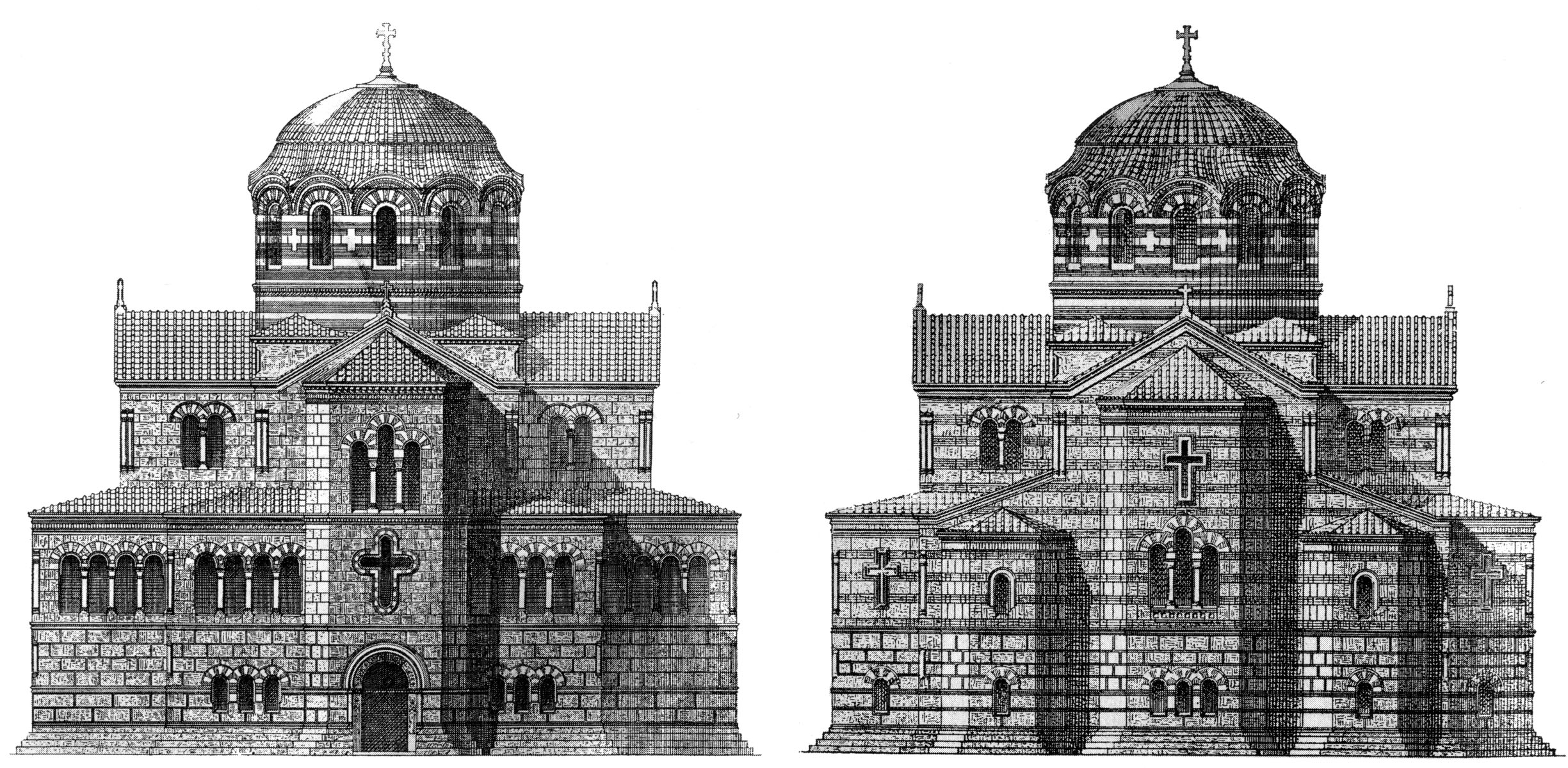
Володимирський собор

Вивчав в Закавказзі пам'ятки церковного зодчества Грузії та Вірменії, подорожував по Малій Азії, Європейській Туреччині, Греції та Західній Європі.
Після повернення в 1855 році, за креслення і малюнки, виконані в Закавказзі і чужих краях, отримав звання академіка архітектури. З 1860 року — професор Академії Мистецтв. З 1859 по 1887 рік був викладачем в класах Академії. З 1888 по 1892 рік обіймав посаду проректора архітектури Академії Мистецтв.
Викладач Будівельного училища міністерства шляхів сполучення (1857—1863). Архітектор департаменту водяних повідомлень міністерства шляхів сполучення (1865—1871). Член-засновник, старшина (з 1870), голова (1888—1890), почесний член Петербурзького товариства архітекторів. Член редколегії журналу «Зодчий» (1870-і). Архітектор Найвищого двору і почесний член Академії Мистецтв (з 1892).
Помер у Петербурзі 9 (21) листопада 1898, похований на Смоленському лютеранському кладовищі.
Син Грімма Герман теж став відомим архітектором. Інший син, Давид (1864—1941) — відомий юрист, правознавець і політичний діяч, професор Училища правознавства та Петербурзького університету; ректор Петербурзького університету в 1910—1911. Третій син, Ервін (1870—1940) — професор загальної історії, також був ректором університету (1911—1918). Онук, Г. Г. Грімм (1904—1959) — інженер-будівельник, історик архітектури, музейний діяч, доктор архітектури (1946).

## Проєкти
За проєктами Д. І. Грімма споруджені (під його особистим керівництвом або за його письмовим вказівками):
- Володимирський собор у Херсонесі, поблизу Севастополя (1858; проєкт цього храму приніс художнику професорське звання в 1860);
- пам'ятник Петру I в Житомирі (1858);
- пам'ятник Петру I в Воронежі (задум; реалізований в 1858—1860 скульптором А. Е. Шварцем і архітектором А. А. Кюї, втрачено в роки Великої Вітчизняної війни, авторизоване відтворення — Г. А. Шульц і Н. П. Гаврилов, 1956);

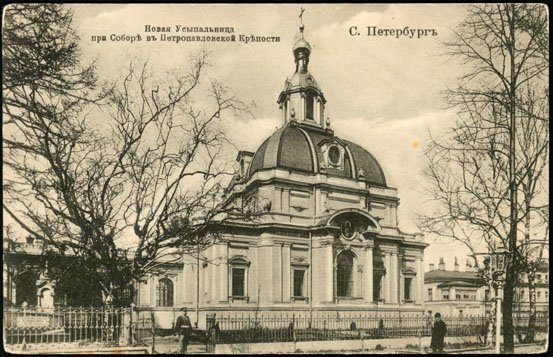
Великокнязівська усипальниця

- обробка Золотої вітальні в Зимовому палаці (1860);
- церква святої Ольги на Михайлівській дачі великого князя Михайла Миколайовича (на території Михайлівського парку поблизу Стрельни і Петергофа) (1861-1863);
- німецька реформатська церква і школа (1862—1865) — Набережна річки Мойки, буд № 103 / Велика Морська вулиця (Санкт-Петербург), 58. Керівництво будівництвом. Автор проєкту Г. А. Боссе. Церква відновлена після пожежі у 1872 році під керівництвом К. К. Рахав, в 1929 році перебудована під Будинок (пізніше Палац) культури і техніки працівників зв'язку;
- Велика Стаєнна вулиця, буд № 29 / набережна р. Мойки, буд № 42 — прибутковий будинок Башмакова, 1868-1869;
- Олександро-Невський храм в Тифлісі в пам'ять підкорення Кавказу (1866, проєкт; завершення будівництва — 1897);
- Університетська набережна, буд № 17 — оформлення залів бібліотеки Академії мистецтв. 1868, 1896.
- Ісаакіївська площа, буд № 1 / Конногвардейский бульвар, буд № 2 / вулиця Якубовича, буд № 1 — будівля Кінногвардійського манежу. Зміна фасадів, реконструкція перекриттів. 1872—1873.
- каплиця в Троїце-Сергієвій пустелі, Стрельна (1873);

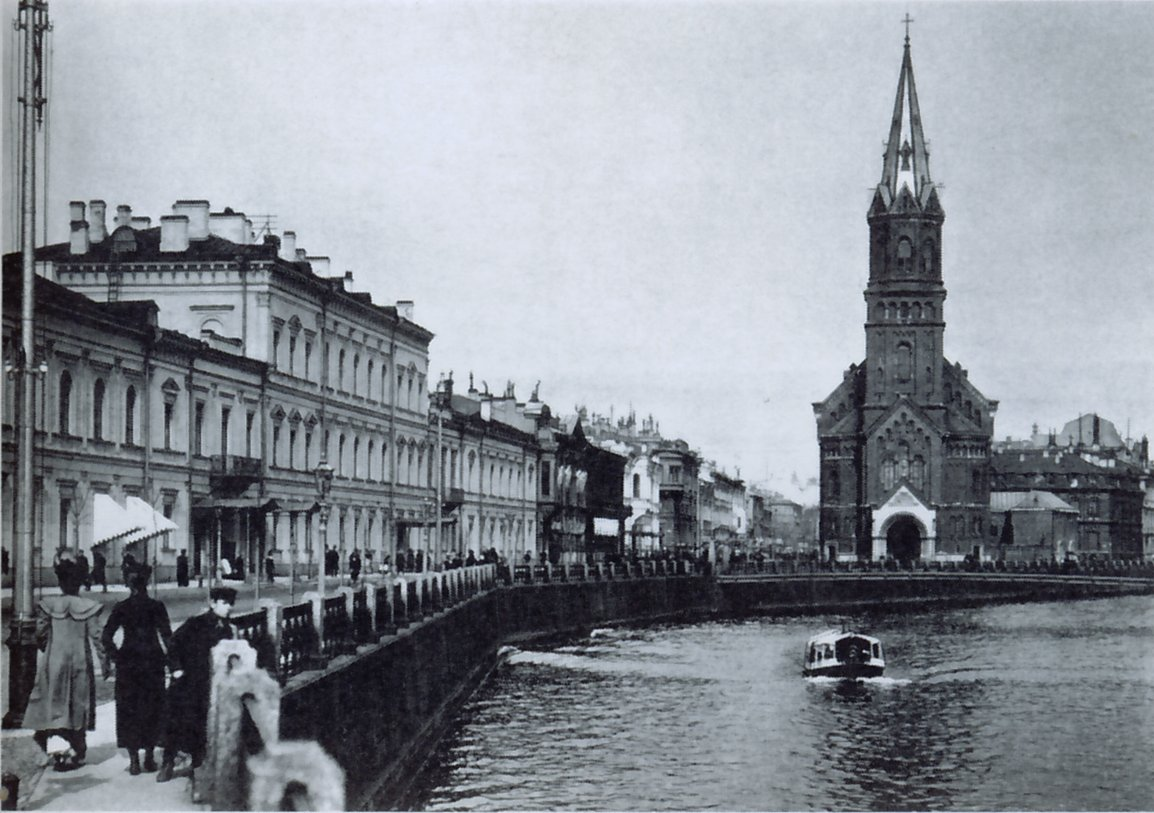
Набережна Мойки біля Реформаторської церкви

- будинкові церкви на віллах Дервіза у Франції (Ніцца) і Швейцарії (Лугано);
- храм Св. Миколая в Берестейській фортеці (1876);
- архітектурна частина пам'ятника Катерині II (1862—1873) на площі Островського в Санкт-Петербурзі (за участю В. А. Шретера, загальний проєкт М. О. Микешина, ск. А. М. Опекушин і М. А. Чижов) і участь в реконструкції прилеглого скверу (спільно з Е. Л. Регелем);
- Колона Слави в Санкт-Петербурзі
- Пам'ятник Слави на Троїцькій площі в Санкт-Петербурзі (1884—1885). Знищений в 1930, відновлений в 2004—2005;
- дзвіниця при Хрестовоздвиженської церкви в Лівадії (1887, будував А. Г. Венсан);
- Великокнязівська усипальниця в Петропавлівській фортеці (реалізація — 1896—1908);
- Покровська церква Єгерської слободи в Гатчині;
- парки міських кінно-залізних доріг на Петербурзькій стороні і Василівському острові;
- Церква Олександра Невського (Копенгаген);
- каплиця в Ніцці в пам'ять про спадкоємця цесаревича Миколу Олександровича;
- лютеранська церква Анни на острові Езель, в Мустьяла.